# Squash-Weltmeisterschaften im Doppel und Mixed 2016
Die 4. Squash-Weltmeisterschaften im Doppel und Mixed (offiziell: WSF World Doubles Squash Championships) der Herren und Damen fanden vom 15. bis 18. August 2016 in Darwin, Australien statt.
Im Rahmen der Weltmeisterschaften wurden Konkurrenzen im Herrendoppel, Damendoppel und im Mixed gespielt. Die Wettbewerbe fanden erstmals nach 2006 wieder statt und wurden vom australischen Verband Squash Australia und dem Weltverband veranstaltet.
Die Nationalmannschaften von Australien, Neuseeland, Indien, Malaysia, Wales, Schottland und Kolumbien hatten für die verschiedenen Konkurrenzen gemeldet.

## Herrendoppel

### Setzliste
| Nr. | Paarung                      | Erreichte Runde |
| --- | ---------------------------- | --------------- |
| 01. | Ryan Cuskelly Cameron Pilley | Halbfinale      |
| 02. | Alan Clyne Greg Lobban       | Sieg            |
| 03. | Paul Coll Campbell Grayson   | Halbfinale      |
| 04. | Rex Hedrick David Palmer     | Finale          |
| 05. | Andrés Herrera Juan Vargas   | Gruppenphase    |

| Nr. | Paarung                                | Erreichte Runde |
| --- | -------------------------------------- | --------------- |
| 06. | Mohd Nafiizwan Adnan Mohd Syafiq Kamal | Gruppenphase    |
| 07. | Peter Creed Joel Makin                 | Gruppenphase    |
| 08. | Ivan Yuen Sanjay Singh                 | Gruppenphase    |
| 09. | Harinder Pal Sandhu Ramit Tandon       | Gruppenphase    |
| 10. | Douglas Kempsell Kevin Moran           | Gruppenphase    |

## Damendoppel

### Setzliste
| Nr. | Paarung                           | Erreichte Runde |
| --- | --------------------------------- | --------------- |
| 01. | Joshna Chinappa Dipika Pallikal   | Halbfinale      |
| 02. | Rachael Grinham Donna Urquhart    | Finale          |
| 03. | Joelle King Amanda Landers-Murphy | Sieg            |
| 04. | Delia Arnold Rachel Arnold        | Halbfinale      |

| Nr. | Paarung                       | Erreichte Runde |
| --- | ----------------------------- | --------------- |
| 05. | Sarah Cardwell Christine Nunn | Gruppenphase    |
| 06. | Catalina Peláez Laura Tovar   | Gruppenphase    |
| 07. | Tesni Evans Jenny Haley       | Gruppenphase    |
| 08. | Aika Azman Teh Min Jie        | Gruppenphase    |

## Mixed

### Setzliste
| Nr. | Paarung                                | Erreichte Runde |
| --- | -------------------------------------- | --------------- |
| 01. | Rachael Grinham Cameron Pilley         | Gruppenphase    |
| 02. | Dipika Pallikal Saurav Ghosal          | Finale          |
| 03. | Joelle King Paul Coll                  | Sieg            |
| 04. | Donna Urquhart David Palmer            | Halbfinale      |
| 05. | Joshana Chinappa Harinder Pal Sandhu   | Halbfinale      |
| 06. | Catalina Peláez Miguel Ángel Rodríguez | Gruppenphase    |

| Nr. | Paarung                                | Erreichte Runde |
| --- | -------------------------------------- | --------------- |
| 07. | Tesni Evans Peter Creed                | Gruppenphase    |
| 08. | Amanda Landers-Murphy Campbell Grayson | Gruppenphase    |
| 09. | Delia Arnold Sanjay Singh              | Gruppenphase    |
| 10. | Rachel Arnold Mohd Syafiq Kamal        | Gruppenphase    |
| 11. | Jenny Haley Joel Makin                 | Gruppenphase    |